# أيوب أكسل كولر
أيوب أكسل كولر (بالألمانية: Ayyub Axel Köhler)
ولد في شتاتين 3 أبريل 1938 م رئيس المجلس المركزي للمسلمين في ألمانيا وكان منذ 1999 حتى 2004 عضواً في حزب الليبيراليين الأحرار في ألمانيا.
اعتنق الإسلام سنة 1963 وكان عمره 25 عام خلال دراسته في الجامعة، وفي سنة 2006 خلف نديم إلياس في رئاسة المجلس المركزي للمسلمين في ألمانيا. ومنذ أبريل 2007 أصبح رئيساً لتجمع المراكز الإسلامية في ألمانيا.

## روابط خارجية
- أيوب أكسل كولر على موقع IMDb (الإنجليزية)
- أيوب أكسل كولر على موقع مونزينجر (الألمانية)